# リージョンプラザ上越

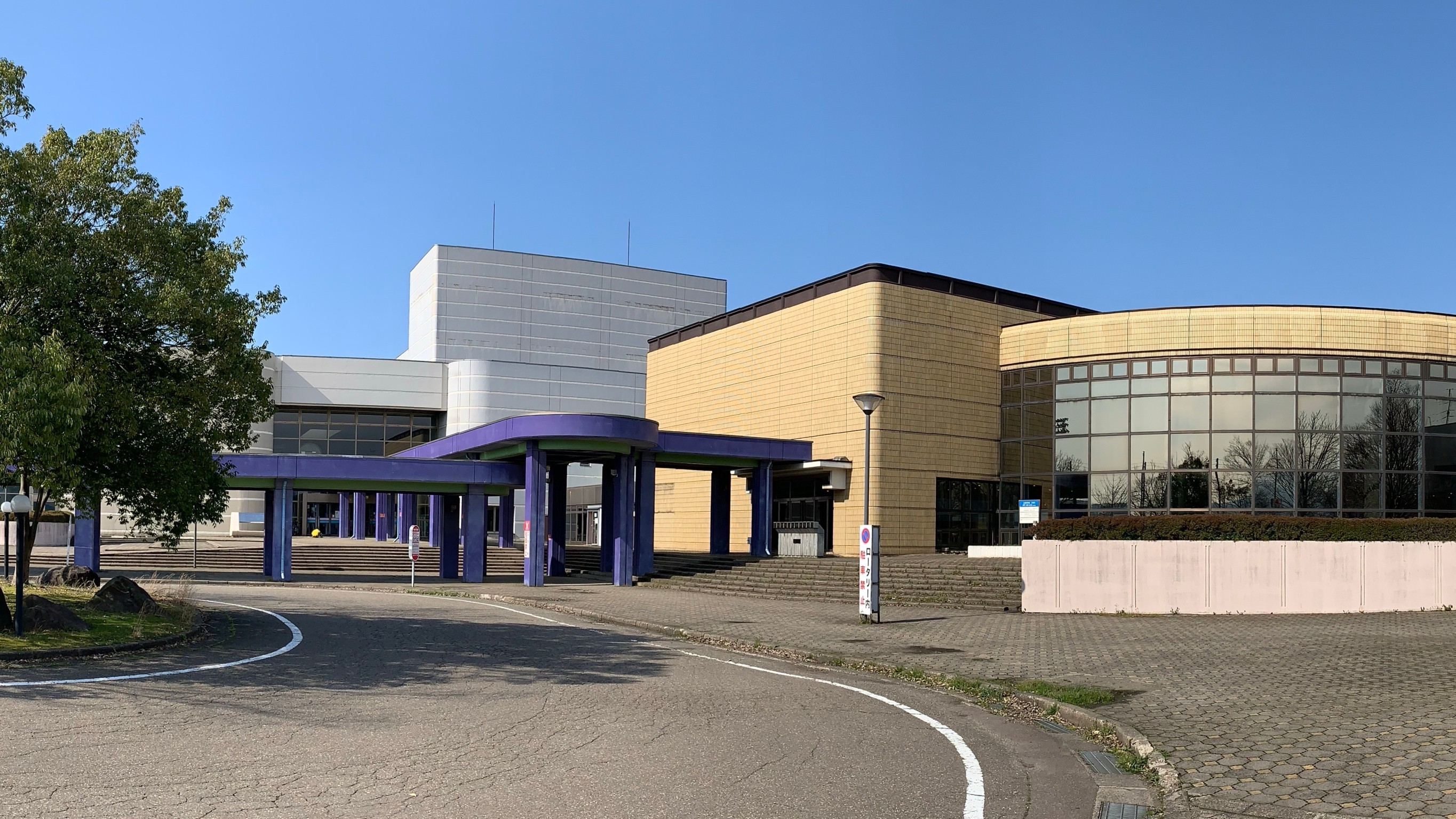
隣接する上越科学館（右）

リージョンプラザ上越（－じょうえつ）は、新潟県上越市に存在する、スポーツ・レジャー・芸術文化活動を行うための複合施設である。

## 概要
本施設は、1982年10月2日に着工し、1984年に完成。開館は1984年10月1日である。
メインアリーナ（インドアスタジアム）、アイススケートリンク、プール、コンサートホールを併設しており、スポーツ競技会、商業展示会・集会や音楽コンサート等、各種のイベント開催を開催することが出来る。

## 設備

### インドアスタジアム
- 面積 47,078m2
- 固定観覧席 1,243席
- 可動式 2,225席
- 競技場面積
  - 6人制バレーボール4面、バスケットボール4面、バドミントン16面、ハンドボール1面、室内テニス4面、剣道4面

### アイスアリーナ
- リンク規格 60m×30m
- 観覧席 228席

### コンサートホール
- 舞台 間口16m×高さ7m×奥行9m
- 観覧席 通常：473席　障害者用スペース：4席 合計：477席

## イベント
本施設では新潟アルビレックスBB（男子）、新潟アルビレックスBBラビッツ（女子）が年1回、主催試合を行っている。また、2008年には第62回全日本体操競技選手権大会が開催されている。
また上越地方でキャパシティの大きなアリーナということもあり、プロレス試合が開催される会場でもある。新日本プロレス、全日本プロレス、FMWなどがこのリージョンプラザ上越で興行を行っている。

## 交通
- えちごトキめき鉄道 春日山駅から東へ約2 km
- 頸城自動車グループ「リージョンプラザ」バス停から徒歩すぐ。
  - 発着路線は「上越市内公共交通総合時刻表（上越市）」を参照。